# Tarcisiô
| Thánh Tarcisiô | Thánh Tarcisiô                                        |
| -------------- | ----------------------------------------------------- |
|                |                                                       |
| Tử Đạo         |                                                       |
| Mất            | Thế kỷ thứ III, Rome                                  |
| Tôn Kính Bởi   | Chính Thống giáo Đông Phương Công giáo La Mã Anh giáo |
| Tuyên Thánh    | Bộ Tuyên Thánh                                        |
| Chôn Cất       | Nhà Thờ San Silvestro tại Capite, Rome                |
| Mừng Kính      | Ngày 15 Tháng 8                                       |
| Biểu tượng     | Mình Thánh, Trẻ tuổi, Vết thương                      |
| Bổn Mạng       | Lễ sinh và những người Rước lễ lần đầu                |

Thánh Tarcisiô hay Tarcisius, Tarsicius là một vị Thánh Tử đạo vào thế kỷ thứ III, thời kỳ đầu của cộng đoàn Kitô hữu sơ khai. Những điều duy nhất mà ta biết về vị Thánh Công giáo là những điều được khắc ở bia mộ do Đức Giáo hoàng Damasus I, vị Giáo hoàng cai quản Giáo hội vào nửa sau thế kỷ thứ IV đã cho khắc lên.

## Tử đạo
Tarcisiô khi nhỏ là một thiếu niên thường lui tới Hang Toại Đạo Thánh Callisto ở Rome này và trung thành chu toàn các bổn phận Kitô. Tarcisius rất yêu mến Thánh Thể và dựa trên một số điểm chúng ta có thể kết luận rằng người đã là một Giúp lễ. Vào các năm đó hoàng đế Valerianus bắt bớ các Kitô hữu rất dữ dội, nên các tín hữu Kitô bị bó buộc phải lén lút họp nhau để lắng nghe Lời Chúa, cầu nguyện và cử hành Thánh lễ, đôi khi trong chính Hang Toại Đạo, tức các nghĩa trang Kitô. Trong tình trạng ấy thói quen đem Mình Thánh Chúa cho các tín hữu bị tù và người đau yếu ngày càng trở nên nguy hiểm hơn. 
Một ngày nọ sau khi cử hành Thánh lễ, vị Linh mục hỏi xem ai là người sẵn sàng đem Mình Thánh Chúa cho các anh chị em Kitô khác đang chờ được Rước Chúa, thì Tarcisius đứng lên nói: “Xin cha sai con đi”. Vị Linh mục lưỡng lự vì xem ra Tarcisius quá trẻ cho một nhiệm vụ quan trong như vậy. Nhưng Tarcisius nói: “Tuổi trẻ của con là sự che chở tốt nhất cho Mình Thánh Chúa”. Vị Linh mục bị thuyết phục liền giao Bánh Thánh cực trọng cho Tarcisius và nói: “Tarcisius, con hãy nhớ rằng một kho tàng thiên quốc được giao cho sự che chở yếu đuối của con. Hãy tránh các con đường đông người và đừng quên rằng của thánh không được ném cho chó cũng không được vứt ngọc trai cho heo. Con hãy giữ gìn các Mầu Nhiệm Thánh với lòng trung thành và sự chắc chắn”. Tarcisius trả lời: “Con thà chết còn hơn là nhường các Mầu Nhiệm Thánh ấy”.
Trên đường đi Tarcisius gặp vài người bạn ngoại giáo đang chơi giỡn. Họ mời chú bé cùng tham dự trò chơi với họ. Khi nghe Tarcisius khước từ, lũ bạn đâm nghi ngờ và nhận thấy tay Tarcisius giữ chặt cái gì trên ngực và xem ra muốn bảo vệ. Họ tìm cách giật nó khỏi tay Tarcisius, nhưng vô ích. Thế là cuộc tranh giành càng lúc càng hăng, nhất là khi lũ bạn biết Tarcisius là tín hữu Kitô, họ đấm đá và lấy đá ném, nhưng Tarcisius vẫn không nhượng bộ. Tình cờ một sĩ quan tên là Quadrato, cũng đã trở thành Kitô hữu một cách kín đáo, đi ngang qua can thiệp, và đem Tarcisius đang hấp hối tới cho vị linh mục. 
Nhưng khi tới nơi thì Tarcisius đã tắt thở, tay vẫn còn nắm chặt chiếc khăn gói Bánh Thánh trên ngực. Tarcisius đã được chôn cất ngay sau đó tại Hang Toại Đạo Thánh Callisto. Đức Giáo hoàng Damasus I đã truyền để lại một bản khắc trên bia mộ của Tarcisius, theo đó chú bé qua đời năm 257. Định ngày kính nhớ là ngày 15 tháng 8, và cũng kể lại một truyền thuyết hay đẹp, theo đó người ta đã không tìm thấy Bánh Thánh trong tay hay trong áo của Tarcisius. Và người ta giải thích rằng Bánh Thánh được bênh vực bởi chính mạng sống của vị Tử đạo trẻ tuổi, đã trở thành thịt của Tarcisius và biến thành một thân thể, một bánh tinh tuyền duy nhất dâng lên Thiên Chúa.

## Xem Thêm
1. In English: https://en.m.wikipedia.org/wiki/Tarcisius
2. http://www.ncregister.com/site/article/st.-tarcisius-a-model-of-faithfulness-to-the-lord/ Lưu trữ ngày 13 tháng 9 năm 2019 tại Wayback Machine
3. http://www.catholictradition.org/Children/true-stories3.htm
4. Noi gương thánh Tarcisio yêu mến, tôn thờ và trung thành phục vụ Chúa Giêsu Thánh Thể.[liên kết hỏng]